# Pont ferroviari del riu Gauja
El Pont ferroviari del riu Gauja (en letó: Salu tilts) és una pont ferroviari que travessa el riu Gauja a la localitat Ūdriņi (Letònia), com a part de la línia de tren Riga – Valka - Pskov. Va ser inaugurat pels volts de 1889.
On el pont creua el riu s'hi troben uns petits ràpids anomenats, "Strenču", que inclouen sis salts que poden ser navegats utilitzant canoes.